# 대한민국 형사소송법 제327조
대한민국 형사소송법 제327조는 공소기각의 판결에 대한 형사소송법의 조문이다.

## 조문
제327조(공소기각의 판결) 다음 경우에는 판결로써 공소기각의 선고를 하여야 한다.
1. 피고인에 대하여 재판권이 없는 때
2. 공소제기의 절차가 법률의 규정에 위반하여 무효인 때
3. 공소가 제기된 사건에 대하여 다시 공소가 제기되었을 때
4. 제329조의 규정에 위반하여 공소가 제기되었을 때
5. 고소가 있어야 죄를 논할 사건에 대하여 고소의 취소가 있은 때
6. 피해자의 명시한 의사에 반하여 죄를 논할 수 없는 사건에 대하여 처벌을 희망하지 아니하는 의사표시가 있거나 처벌을 희망하는 의사표시가 철회되었을 때

第327條(公訴棄却의 判決) 다음 境遇에는 判決로써 公訴棄却의 宣告를 하여야 한다.
1. 被告人에 對하여 裁判權이 없는 때
2. 公訴提起의 節次가 法律의 規定에 違反하여 無效인 때
3. 公訴가 提起된 事件에 對하여 다시 公訴가 提起되었을 때
4. 第329條의 規定에 違反하여 公訴가 提起되었을 때
5. 告訴가 있어야 罪를 論할 事件에 對하여 告訴의 取消가 있은 때
6. 被害者의 明示한 意思에 反하여 罪를 論할 수 없는 事件에 對하여 處罰을 希望하지 아니하는 意思表示가 있거나 處罰을 希望하는 意思表示가 撤回되었을 때

## 참조조문
제329조(공소취소와 재기소) 공소취소에 의한 공소기각의 결정이 확정된 때에는 공소취소 후 그 범죄사실에 대한 다른 중요한 증거를 발견한 경우에 한하여 다시 공소를 제기할 수 있다.

## 판례
- 성명모용으로 피모용자가 피고인으로 표시되었더라도, 검사는 모용자에 대하여 공소를 제기한 것이므로 모용자가 피고인이 되고, 검사가 공소장의 피고인표시를 정정하면 처음부터 모용자에 대한 공소제기가 있는 것으로 된다. 피모용자에 대한 정식재판 심리 중 성명모용사실이 발각된 경우 피모용자는 형식상 또는 외관상 피고인의 지위를 갖게 되므로, 형사소송법 제327조 제2호를 유추적용하여 공소기각 판결을 하여야 하고, 검사는 모용자로의 피고인 표시 정정을 하고, 법원은 모용자에게 본래의 약식명령을 송달하여야 한다[1]
- 소년법상의 보호처분을 받은 사건과 동일한 사건에 대하여 다시 공소제기가 된 경우 공소기각의 판결을 하여야 한다[2]
- 상소의 이익이 없으므로 공소기각판결에 대하여 피고인이 무죄를 주장하며 상소할 수 없다[3]

## 같이 보기
- 공소기각
- 친고죄
- 반의사불벌죄